# Rin (manga)
Rin (リン?) è un manga di Harold Sakuishi, pubblicato sul periodico mensile Monthly Shōnen Magazine dal 6 dicembre 2012 al 6 aprile 2016. In Italia la serie è stata edita da RW Edizioni che l'ha pubblicata sotto l'etichetta Goen nella collana Memai Collection dal 12 marzo 2016 al 16 luglio 2021.

## Trama
Fushimi, un ragazzo che frequenta le scuole superiori ed appassionato di manga, coltiva il sogno di diventare un bravo mangaka, tuttavia i problemi per lui non saranno pochi, infatti avrà a che fare con un editore che valuterà negativamente il suo primo esperimento respingendolo e dovrà anche stare attento al rivale Kaito, anche lui aspirante fumettista. Dopo alcune vicissitudini, un suo secondo manga viene accettato durante un concorso ed è prossimo alla serializzazione su una rivista. Nello stesso giorno incontra Rin, una modella molto bella che ha la capacità di prevedere il futuro e di cui si innamora.

## Volumi
| Nº | Data di prima pubblicazione | Data di prima pubblicazione | Data di prima pubblicazione | Data di prima pubblicazione |
| Nº | Giapponese                  | Giapponese                  | Italiano                    | Italiano                    |
| -- | --------------------------- | --------------------------- | --------------------------- | --------------------------- |
| 1  | 3 gennaio 2013              | ISBN 978-4-06-376823-7      | 12 marzo 2016               | ISBN 978-88-6712-403-9      |
| 2  | 6 aprile 2013               | ISBN 978-4-06-376858-9      | 5 agosto 2016               | ISBN 978-88-6712-543-2      |
| 3  | 9 luglio 2013               | ISBN 978-4-06-376885-5      | 7 aprile 2017               | ISBN 978-88-6712-558-6      |
| 4  | 12 ottobre 2013             | ISBN 978-4-06-376920-3      | 21 aprile 2017              | ISBN 978-88-6712-586-9      |
| 5  | 3 gennaio 2014              | ISBN 978-4-06-376950-0      | 5 maggio 2017               | ISBN 978-88-6712-610-1      |
| 6  | 6 aprile 2014               | ISBN 978-4-06-377002-5      | 24 giugno 2017              | ISBN 978-88-6712-671-2      |
| 7  | 9 luglio 2014               | ISBN 978-4-06-377062-9      | 22 gennaio 2021             | ISBN 978-88-6712-672-9      |
| 8  | 12 ottobre 2014             | ISBN 978-4-06-377102-2      | 19 febbraio 2021            | ISBN 978-88-6712-673-6      |
| 9  | 3 gennaio 2015              | ISBN 978-4-06-377148-0      | 12 marzo 2021               | ISBN 978-88-6712-751-1      |
| 10 | 17 giugno 2015              | ISBN 978-4-06-377208-1      | 16 aprile 2021              | ISBN 978-88-6712-731-3      |
| 11 | 17 settembre 2015           | ISBN 978-4-06-377312-5      | 30 aprile 2021              | ISBN 978-88-9284-098-0      |
| 12 | 17 dicembre 2015            | ISBN 978-4-06-377366-8      | 14 maggio 2021              | ISBN 978-88-9284-342-4      |
| 13 | 17 marzo 2016               | ISBN 978-4-06-377436-8      | 14 maggio 2021              | ISBN 978-88-9284-101-7      |
| 14 | 17 giugno 2016              | ISBN 978-4-06-377493-1      | 16 luglio 2021              | ISBN 978-88-9284-150-5      |

## Accoglienza
Il dodicesimo volume del manga ha venduto 37 264 copie, il tredicesimo arrivò a 35 068 mentre il quattordicesimo ne raggiunse 54 225.